# Judith Klinman
Judith P. Klinman (17 de abril de 1941) é uma química estadunidense conhecida por seu trabalho sobre catálise enzimática. Ela recebeu seu A.B. da Universidade da Pensilvânia em 1962 e seu Ph.D. da mesma universidade em 1966. Ela foi a primeira mulher membro do departamento de química na Universidade da Califórnia em Berkeley. 

## Prêmios
- Em 2014, ela recebeu a Medalha Nacional de Ciências.[4][1]
- Em 2015, ela recebeu o Prêmio Mildred Cohn de Química Biológica da Sociedade Americana de Bioquímica e Biologia Molecular.[5]